# Frank Bunker Gilbreth

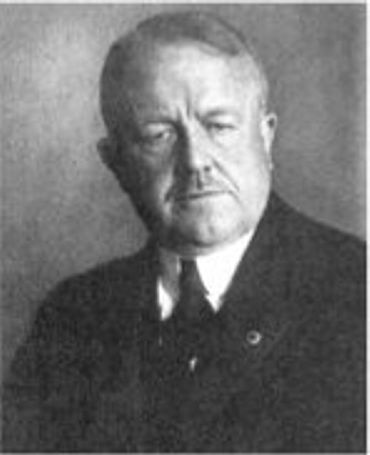
Frank Bunker Gilbreth Sr.

Frank Bunker Gilbreth (* 7. Juli 1868 in Fairfield, Maine; † 14. Juni 1924 in Montclair, New Jersey) gilt neben Frederick Winslow Taylor als einer der Mitbegründer der Unternehmensphilosophie, die von ihren Befürwortern als Scientific Management oder, in einer eher kritischen Sichtweise, als Taylorismus bezeichnet wird.

## Karriere

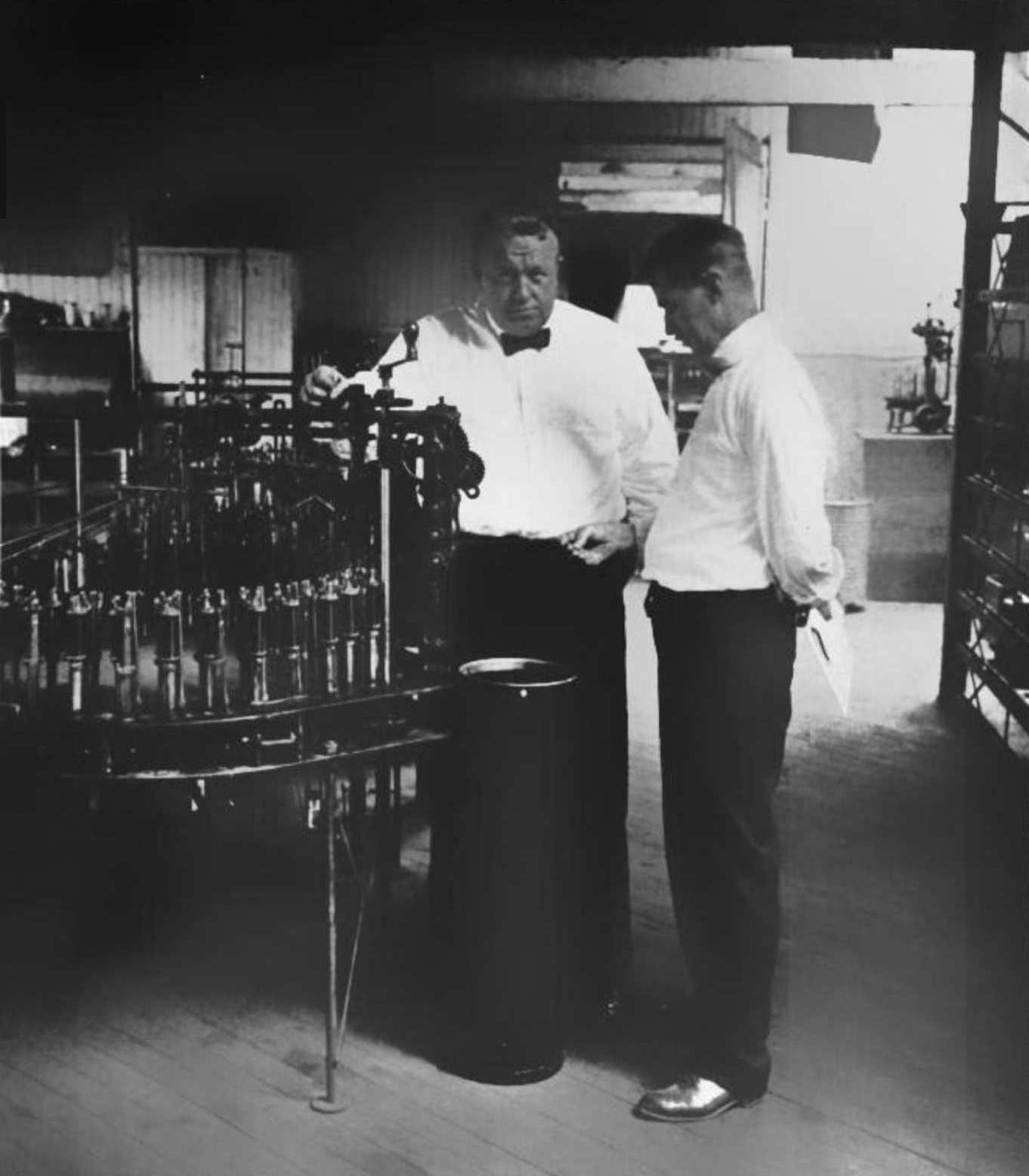
Frank Bunker Gilbreth (links)

Gilbreth hatte lediglich einen High-School-Abschluss. Er begann seine Laufbahn als Maurer.
Als Gilbreth Maurern bei der Arbeit zusah, fiel ihm auf, dass jeder unnötig Kraft vergeudete. Die Suche nach der optimalen Arbeitsmethode ließ ihn nicht mehr los. Er arbeitete sich zum selbständigen Bauunternehmer und Erfinder hoch. Nachdem sein Bauunternehmen in wirtschaftliche Schwierigkeiten geraten war, gründete er die Unternehmensberatung Gilbreth Inc. und wandte sich der Industrierationalisierung zu. Im Gegensatz zu Taylor war Gilbreth weniger an einer Steigerung der Arbeitsleistung als vielmehr an der optimalen Arbeitsmethode und Arbeitsgestaltung interessiert. Zudem rückte er ermüdungsfreies Arbeiten, die Anleitung der Arbeiter und Ähnliches in den Mittelpunkt seiner Forschungen. Gilbreth begründete das Bewegungsstudium. Dazu verwendete er den Film und einen mitlaufenden Zeitmesser.
Nach seiner Theorie lassen sich alle menschlichen Bewegungen auf 18 Grundbewegungselemente (Therbligs) zurückführen. Um die optimale Arbeitsmethode zu ermitteln, eliminierte er nun jedes Therblig, das nicht dem Arbeitsfortschritt diente. Er gilt damit als Begründer der Systeme vorbestimmter Zeiten. Therblig ist übrigens die Umkehrung von Gilbreth, wenn man TH als einen Buchstaben betrachtet.
Seine Frau, die promovierte Organisations-Psychologin Lillian Evelyn Gilbreth, die zuvor bereits intensiv mit Gilbreth zusammengearbeitet hatte, setzte die gemeinsame Arbeit nach seinem Tod im Jahr 1924 alleine und erfolgreich fort, und übernahm die Rolle der Ernährerin der Familie. Frau Gilbreth publizierte allerdings zunächst unter dem Namen ihres verstorbenen Mannes, da ihre Zeitgenossen eine Frau in einem für Männer typischen Beruf nicht ernst nahmen.

## Privatleben
Gilbreth heiratete Lillian Moller 1904. Zusammen mit ihr hatte er zwölf Kinder, darunter Ernestine Gilbreth Carey und Frank Bunker Gilbreth Jr.
Frank Gilbreth starb überraschend im Alter von 55 Jahren an einem Herzinfarkt, als er gerade am Bahnhof telefonierte. Seine Frau Lillian Evelyn Gilbreth blieb mit den elf Kindern – Tochter Mary war 1912 verstorben – zurück.

## Gilbreth als Buch- und Filmfigur
Berühmt wurde Frank Gilbreth nicht nur aufgrund seiner Arbeit, sondern auch dank der von seinen beiden Kindern Ernestine Gilbreth Carey und Frank Bunker Gilbreth Jr. verfassten Bücher über ihre eigene Familie:
- Cheaper By The Dozen, ISBN 0-06-008460-X (deutsch: Im Dutzend billiger, ISBN 3499117215), der die Ereignisse von der Jugend von Lilian Moller Gilbreth und Frank Bunker Gilbreth bis zu dessen Tod zusammenfasst, und
- Belles on Their Toes, ISBN 0-690-13023-6 (deutsch: Aus Kindern werden Leute, ISBN 3442072565), der das Familienleben nach dem Tod des Vaters schildert.

Beide Bücher beschäftigen sich humorvoll mit seiner und ihrer Arbeit und dem dadurch beeinflussten Familienleben und wurden in den 1950er Jahren auch unter den Titeln der Romane verfilmt: Cheaper by the Dozen (Im Dutzend billiger, 1950) und Belles on Their Toes (Im Dutzend heiratsfähig, 1952), in denen er von Clifton Webb verkörpert wurde. Im Jahr 2003 erfolgte ein Remake des ersten Films unter dem gleichnamigen Titel Im Dutzend billiger mit Steve Martin in der Hauptrolle, der nur das Motiv einer Großfamilie mit zwölf Kindern, die jedoch Baker heißt, und den Titel des ersten Buches nutzt. 2005 erhielt dieser Film eine Fortsetzung im ähnlichen Stil, Im Dutzend billiger 2.

## Veröffentlichungen
- Frank Bunker und Lillian Moller Gilbreth: Angewandte Bewegungsstudien. Neun Vorträge aus der Praxis der wissenschaftlichen Betriebsführung. VDI, Berlin 1920, DNB 573463549.
- Frank Bunker und Lillian Moller Gilbreth: Die Magie des Bewegungsstudiums, Photographie und Film im Dienst der Psychotechnik und der Wissenschaftlichen Betriebsführung, herausgegeben von Bernd Stiegler, Wilhelm Fink, Paderborn 2012, ISBN 978-3-7705-5356-3.